# Celaena unicolor
Celaena unicolor là một loài bướm đêm trong họ Noctuidae.